# Sungeodon kimkraemerae
Sungeodon kimkraemerae è un terapside estinto, appartenente ai dicinodonti. Visse nel Triassico inferiore (circa 252 - 251 milioni di anni fa) e i suoi resti fossili sono stati ritrovati in Cina.

## Descrizione
Questo animale è noto solo per un cranio incompleto, conservato solo nella metà anteriore. Doveva essere un dicinodonte di media taglia, lungo forse un metro e mezzo; come tutti i dicinodonti, Sungeodon era dotato di un forte becco simile a quello di una tartaruga. 
Il cranio di Sungeodon era molto corto e alto; la mascella era dotata di un lungo processo ascendente e di una cresta mediana pronunciata. Erano presenti due zanne caniniformi di grandi dimensioni ma non vi era alcuna cresta postcaniniforme, al contrario di altri animali simili. Le ossa nasali avevano una sutura mediana molto corta, mentre le ossa frontali erano dotate di processi laterali stretti e processi anteriori estesi. La mandibola era dotata di una sinfisi alta e corta; il prearticolare era molto alto.

## Classificazione
Sungeodon kimkraemerae venne descritto per la prima volta nel 2014, sulla base di un fossile ritrovato nella formazione Jiucaiyuan (risalente all'inizio del Triassico), nei pressi di Jimusar nello Xinjiang (Cina settentrionale). Gli autori della prima descrizione hanno attribuito Sungeodon ai kannemeyeriiformi, il gruppo di dicinodonti più derivato e tipico del Triassico, e in particolare alla famiglia Stahleckeriidae; secondo questo studio, quindi, non solo Sungeodon sarebbe uno dei più antichi kannemeyeriiformi, ma la sua scoperta implicherebbe una diversificazione di questo gruppo già nel Permiano superiore, visto che gli stahleckeriidi sono kannemeyeriiformi particolarmente derivati (Maisch e Matzke, 2014). Studi successivi, invece, non hanno riscontrato particolari affinità tra Sungeodon e gli stahleckeriidi; secondo questi studi, Sungeodon assomiglierebbe più ad altri arcaici kannemeyeriiformi asiatici (come Sinokannemeyeria e Parakannemeyeria) o addirittura ai dicinodontoidi del Permiano superiore come Turfanodon e Daptocephalus (Kammerer et al., 2019).